# Luis Eduardo Chataing
Luis Eduardo Chataing Pelayo (Caracas, 13 de agosto de 1906-Caracas, 11 de noviembre de 1971) fue un arquitecto de oficio y matemático venezolano.

## Biografía
Se graduó en 1928, como Doctor en Ciencias Físicas y Matemáticas por la Universidad Central de Venezuela. Trabajó en la oficina de Arquitectura de su padre Alejandro Chataing y en 1930 pasó a prestar servicios en la Oficina de Arquitectura del Ministerio de Obras Públicas. Posteriormente ocupó la Jefatura de la División de Arquitectura y posteriormente fue director de Hospitales al crearse la Dirección de Edificios Médico Asistenciales.
En 1940 ganó el concurso para el diseño del edificio del Colegio de Ingenieros, del cual posteriormente fue presidente. Miembro fundador de la Escuela de Arquitectura de la Universidad Central de Venezuela (UCV). Ministro de Obras Públicas desde 1952 en el Gobierno del General Marcos Pérez Jiménez hasta la caída del Régimen en 1958. Retirado posteriormente.

## Legado
La mayor parte de las obras del gobierno del General Marcos Pérez Jiménez, especialmente la modernización de Caracas se le debe a Luis Eduardo Chataing entre ellas la construcción de El Silencio, en el centro de Caracas. Entre sus obras destacan el Liceo Andrés Bello, el Hospital Militar de Caracas, el Hospital Oncológico Padre Machado Escuela de Artes y Oficios de La Guaira. 